# L'odio esplode a Dallas
L'odio esplode a Dallas (The Intruder) è un film statunitense del 1962 diretto da Roger Corman.

## Trama
Stati Uniti, anni cinquanta. Adam Cramer, uomo pieno di pregiudizi verso i neri e gli stranieri in generale, ma dotato di un'ottima dialettica politica, giunge nella fittizia cittadina di Caxton al fine di incitare i cittadini alla violenza razziale contro la minoranza nera della città e contro l'integrazione scolastica. Tramite le sue macchinazioni razziste e i suoi rapporti poco limpidi con il Ku Klux Klan locale, riuscirà ad aizzare la popolazione contro le comunità nera, ebrea e contro i comunisti.

## Produzione
Il film fu prodotto dalla Roger Corman Productions e girato a Charleston, East Prairie e Sikeston, in Missouri con un budget stimato in 90.000 dollari. I titoli di successive riedizioni furono I Hate Your Guts! e Shame. Il film fu girato in bianco e nero. Prima della fine della produzione, la gente del luogo contestò il film per il ritratto razzista della popolazione locale che ne usciva fuori e la troupe subì anche diverse minacce che resero difficoltose le riprese. Sebbene il budget di produzione possa essere considerato basso, il film è stato l'unico di Corman a non aver conseguito un profitto andando incontro ad un pesante insuccesso ai botteghini. Cio è in parte anche dovuto alla debole promozione che ne seguì proprio a causa del clima intimidatorio di cui sopra.

## Distribuzione
Alcune delle uscite internazionali sono state:
- 14 maggio 1962 negli Stati Uniti (The Intruder)
- 17 gennaio 1963 in Norvegia
- 13 agosto 1963 in Germania Ovest (Weißer Terror; titolo TV: Die Eindringlinge)
- 11 novembre 1963 in Danimarca (Lynchning)
- 24 agosto 1964 in Svezia (Hetsaren)
- 4 settembre 1964 in Finlandia (Kiihotus)
- in Italia (L'odio esplode a Dallas)
- nel Regno Unito (The Stranger)

## Promozione
La tagline è: "He Fed Their Fears And Turned Neighbor Against Neighbor!".

## Critica
Secondo il Morandini il film è "lucido, potente, allucinato".
Prodotto insieme a suo fratello Gene, in un articolo su Cahiers du cinéma il film è valutato come un vero capolavoro realizzato con un'economia di mezzi assoluta. Il mostruoso razzista William Shatner, inquadrato nella sua banale ordinarietà, rappresenta una vera incarnazione del Male, forse la più memorabile, violenta e moderna messa in scena dall'autore. Il film, unico fallimento della sua carriera per quanto riguarda il pubblico, rappresenta per Corman una rottura che continuerà con il ciclo su Poe e altre sperimentazioni di genere horror come L'uomo dagli occhi a raggi X, dove viene smarrito il progetto personale. La qualità delle opere tornerà a splendere soltanto negli ultimi dei film realizzati per AIP, The Trip e L'affaire Al Capone.